# Anne Kjærsgaard
Pour les articles homonymes, voir Kjærsgaard.
Anne Kjærsgaard (Copenhague, 27 novembre 1933 – Neuvy-Deux-Clochers, 25 février 1990) est une céramiste franco-danoise.

## Biographie
Fille d’Espen Kjærsgaard et d’Ingrid Antonie Westergaard, sœur de la céramiste Tonna Elisabeth Kjærsgaard et du peintre Søren Kjærsgaard, elle étudie à la Kunsthåndværkerskolen (da) (école de design, devenue en 2011 l’Académie royale des beaux-arts du Danemark) de Copenhague de 1950 à 1954
Elle crée son premier atelier à Ringsted au Danemark en 1955, puis elle travaille dans l’atelier de Bernard Leach à St Ives de 1956 à 1958 dont elles reprend certaines techniques d'émaillage. Elle s’installe ensuite comme potière en France, d’abord à Saint-Amand-en-Puisaye (Nièvre), puis à La Borne (Cher) en 1960 où elle rencontre le potier Jean Linard, qu’elle épouse à Neuvy-Deux-Clochers le 3 novembre 1964 (divorce le 10 avril 1973). Ils s’installent à Neuvy-Deux-Clochers, dans le hameau des Poteries (proche de La Borne), en 1961, où ils construisent leur maison selon un plan d'inspiration danoise (maison maintenant inscrite au titre des monuments historiques), dans une ancienne carrière de silex. Ils auront ensemble quatre enfants, de 1962 à 1969.
Allant avec son mari en 1964, peut-être au début de 1965, à St Ives en Angleterre, elle visite Bernard Leach. Celui-ci leur remet le plan d’un four chauffé au bois à trois chambres de cuisson, qu’ils construiront aux Poteries,.
Elle s’établit ensuite quelques années à Laspeyres, hameau de Monbalen limitrophe de Saint-Antoine-de-Ficalba (Lot-et-Garonne). Elle est invitée par l'Université du Colorado à Boulder en 1976,. Son séjour y dure six mois, où elle est professeur invitée. Après son séjour aux États-Unis, elle introduit les émaux brun et bleu clair dans ses créations.
Elle revient s'établir en 1987, à Neuvy-Deux-Clochers dans le hameau des Halliers.

## Dans les collections muséales
- CLAY Keramikmuseum Danmark (da)[3]
- Designmuseum Danmark[3]
- Musée des Beaux-Arts de Lyon[8]
- Musée national Adrien-Dubouché[9]
- Musée national de la céramique[10]
- Trapholt (da)[11]